# Francesc (poeta del segle XIV)
|  | No s'ha de confondre amb Francesc (escriptor del segle XIV). |

Francesc o Francesch va ser un poeta que va morir al segle xiv.
És esmentat al darrer vers de la cançó Le guay dolç cors a quuy s'es junct. Es tracta d'una cançó adjectivada o derivativa, el que consisteix en la concordança de dues paraules iguals que només varien per si la rima és masculina, o sigui aguda, o femenina, plana. En concret, és la tretzena de les poesies del manuscrit 129 conservat a ll fons de Ripoll de l'Arxiu de la Corona d'Aragó, que es coneix com el Cançoneret de Ripoll. El poema denota una època de contaminació lingüística catalano-occitana, després de l'era de Cerverí i dels darrers trobadors catlaans d'expressió provençal impecable.